# Motobloc Type M
Als Motobloc Type M bezeichnete der französische Hersteller Motobloc verschiedene Pkw-Modelle.
Zunächst gab es den Type M von 1906 bis 1911. 1922 gab es den Type M von 1922.